# Ибрахим Халиловић
Ибрахим Халиловић је књижевник и новинар. Рођен је 8. септембра 1946. године у Мркоњић Граду. У родном мјесту је завршио гимназију, а након тога учитељску школу у Јајцу.
Писањем се бави од 1969. године. Прву новелу под називом „Срамота“ објавио је у Просвјетном листу у Сарајеву. Објављивао је новеле у бањалучком Гласу (данас Глас Српске), сарајевском Ослобођењу, Одјеку, њемачком Мосту и истоименом мостарском листу.
Новинарством се бави од 1970. године. Од 1978. је радио на Телевизији Сарајево (дописништво Јајце), као репортер - самостални уредник. Сарађивао је хонорарно са Гласом, Ослобођењем, Политиком и Вечерњим листом.
Коаутор је фотомонографија „Мркоњић-Град“ и „Бјелајце“.
По избијању рата у Босни Херцеговини, Халиловић је прешао у Јајце и тамо основао локалну телевизију, на којој је био главни и одговорни уредник. Након тога је са породицом отишао у Хрватску, а потом у Њемачку гдје је покренуо недељни магазин Еуро Босна, у којем је такође био главни и одговорни уредник.
Године 1997. основао је магазин Мост, који је излазио на бошњачком језику. Од 1999. живи у Канади, у Виндзору. Повремено објављује репортаже на БХТ1 и Федералној телевизији. Добитник је неколико годишњих награда телевизије Сарајево као аутор филмских новинских прилога, а такође и годишње награде Удружења новинара БиХ.